# Šešerko
Šešerko je priimek več znanih Slovencev:
- Franc Šešerko, policist
- Gregor Šešerko, pivovarski podjetnik (Salm, Avstrija)
- Jakob Šešerko (1914 - 1995) (psevdonim Matjaž Bregar), zbiralec, pesnik, pisatelj
- Leo Šešerko (1948 - 2023), filozof, okoljevarstvenik in politik
- Melita Šešerko, ekologinja